# Treillières
Treillières [tʁɛljɛʁ] est une commune de l'Ouest de la France, dans le département de la Loire-Atlantique, en région Pays de la Loire. Elle fait partie de la Bretagne historique.

## Géographie
Situation

Situation de la commune de Treillières dans le département de la Loire-Atlantique.

Treillières est situé dans la vallée du Gesvres, affluent de l'Erdre, à 14 km au nord de Nantes.
Les communes limitrophes sont : Nantes, Orvault, Vigneux-de-Bretagne, Notre-Dame-des-Landes, Grandchamp-des-Fontaines et La Chapelle-sur-Erdre.
Selon le classement établi par l'Insee en 2010, Treillières est une commune urbaine monopolarisée qui fait partie de l'aire urbaine de Nantes et de l'espace urbain de Nantes-Saint-Nazaire (cf. Liste des communes de la Loire-Atlantique).
Treillières est la seule commune limitrophe de Nantes qui ne soit pas membre de Nantes Métropole, au grand dam de nombreux habitants et de certains élus qui souhaitaient que la commune modifie ses liens d'intercommunalité. Cependant, lors d'un référendum organisé en 2002, les Treilliérains se sont exprimés majoritairement en faveur du maintien au sein de la Communauté de communes d'Erdre et Gesvres.

### Climat
Pour des articles plus généraux, voir Climat des Pays de la Loire et Climat de la Loire-Atlantique.
En 2010, le climat de la commune est de type climat océanique franc, selon une étude du CNRS s'appuyant sur une série de données couvrant la période 1971-2000. En 2020, Météo-France publie une typologie des climats de la France métropolitaine dans laquelle la commune est exposée à un climat océanique et est dans la région climatique  Bretagne orientale et méridionale, Pays nantais, Vendée, caractérisée par une faible pluviométrie en été et une bonne insolation. 
Pour la période 1971-2000, la température annuelle moyenne est de 12 °C, avec une amplitude thermique annuelle de 13,6 °C. Le cumul annuel moyen de précipitations est de 787 mm, avec 12,5 jours de précipitations en janvier et 6,4 jours en juillet. Pour la période 1991-2020, la température moyenne annuelle observée sur la station météorologique de Météo-France la plus proche, sur la commune de Nort-sur-Erdre à 16 km à vol d'oiseau, est de 12,4 °C et le cumul annuel moyen de précipitations est de 760,4 mm,. Pour l'avenir, les paramètres climatiques de la commune estimés pour 2050 selon différents scénarios d'émission de gaz à effet de serre sont consultables sur un site dédié publié par Météo-France en novembre 2022.

## Urbanisme

### Typologie
Au 1er janvier 2024, Treillières est catégorisée petite ville, selon la nouvelle grille communale de densité à sept niveaux définie par l'Insee en 2022.
Elle appartient à l'unité urbaine de Treillières, une unité urbaine monocommunale constituant une ville isolée,. Par ailleurs la commune fait partie de l'aire d'attraction de Nantes, dont elle est une commune de la couronne,. Cette aire, qui regroupe 116 communes, est catégorisée dans les aires de 700 000 habitants ou plus (hors Paris),.

### Occupation des sols
L'occupation des sols de la commune, telle qu'elle ressort de la base de données européenne d’occupation biophysique des sols Corine Land Cover (CLC), est marquée par l'importance des territoires agricoles (80,2 % en 2018), en diminution par rapport à 1990 (84,7 %). La répartition détaillée en 2018 est la suivante : 
zones agricoles hétérogènes (34,8 %), terres arables (27,3 %), prairies (18,1 %), zones urbanisées (15,8 %), zones industrielles ou commerciales et réseaux de communication (2,5 %), forêts (1,4 %), espaces verts artificialisés, non agricoles (0,1 %). L'évolution de l’occupation des sols de la commune et de ses infrastructures peut être observée sur les différentes représentations cartographiques du territoire : la carte de Cassini (XVIIIe siècle), la carte d'état-major (1820-1866) et les cartes ou photos aériennes de l'IGN pour la période actuelle (1950 à aujourd'hui).

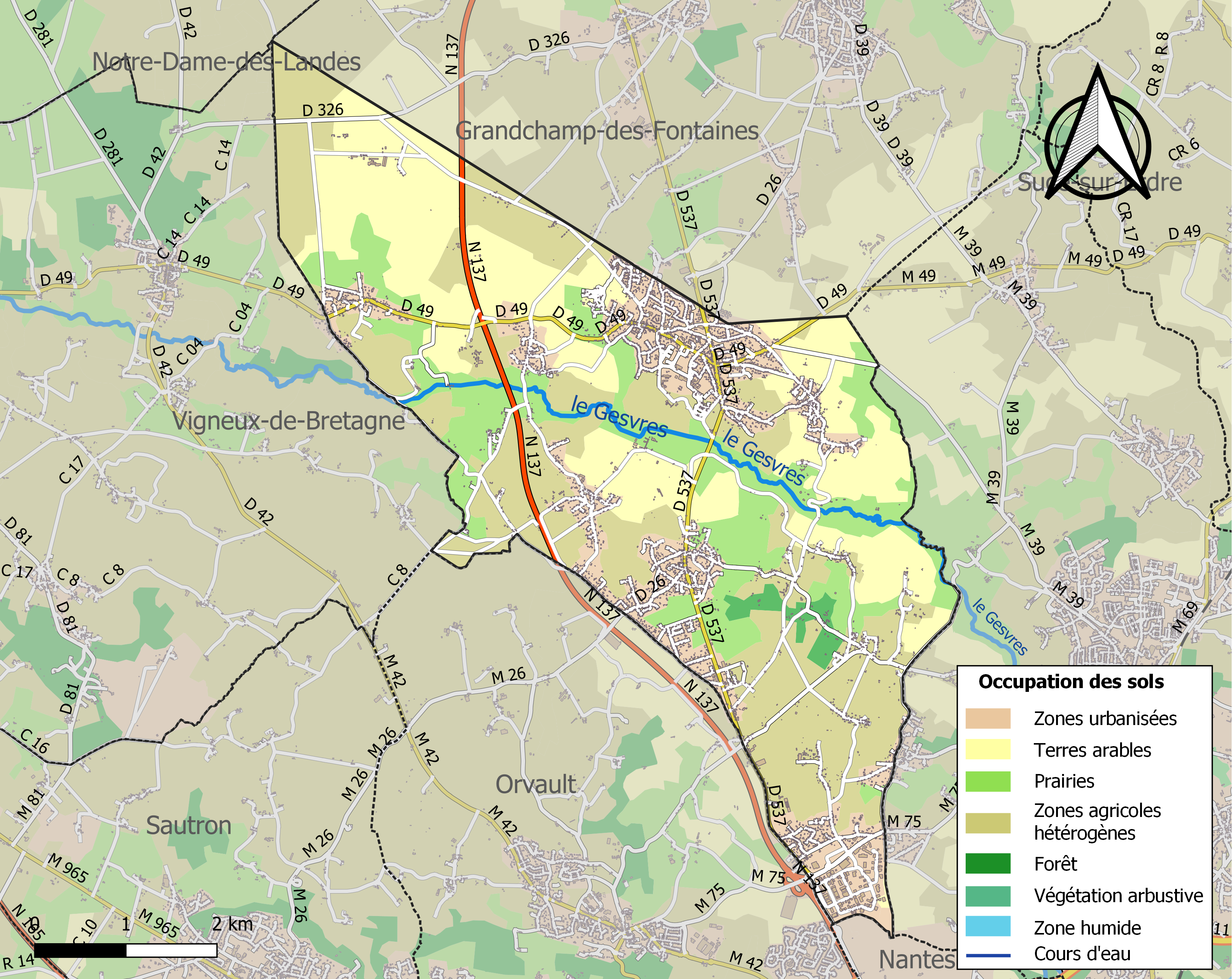
Carte des infrastructures et de l'occupation des sols de la commune en 2018 (CLC).

## Toponymie
La localité est attestée sous sa forme latine Treliera ou Trelieram dès 1123.
Le nom gallo de la commune est Trelièrr, en écriture ELG.
La forme bretonne proposée par l'Office public de la langue bretonne est Trelier.

## Histoire
Une charte de Louis le Gros mentionne le bourg de Treillières en 1123.
En 1613, Guillaume Mouton, recteur de la paroisse, fit reconstruire l'église paroissiale de Treillières. L'église fut démolie et remplacée par une autre en 1839, à l'exception du chœur qui fut conservé jusqu'en 1895, date de son remplacement.
À la fin du XVIIIe siècle, lors de la création des départements français, la population de Treillières oscillait autour de 1 200 habitants.

## Politique et administration

### Tendances politiques
La vie politique de Treillières est partagée par trois associations : Vivre à Treillières puis Nouvel R' puis Treillières Ensemble (gauche/écologique, minoritaire depuis 2012), ACT (sans étiquette, depuis 2024) et Treillières Autrement puis Treillières en Actions (sans étiquette, divers droite, majorité depuis 2012).

### Résultats des élections municipales

#### Municipales 2020 - Tour 1 (15 mars)
Treillières en action (tête de liste : Alain Royer) - 1 835 voix (55.52%)
Nouvel r (tête de liste : Emmanuel Renoux) - 1 470 voix (44.47%)
Nombre d'inscrit sur les listes : 7 433 inscrits
Abstention : 4029 inscrits (54.20%)
Votants : 3404 inscrits (45.80%)
Votes blancs : 48 inscrit (0.65%)
Votes nuls : 51 inscrits (0.69%)

#### Municipales 2014 - Tour 1 (23 mars)
Treillières autrement (tête de liste : Alain Royer) - 2 578 voix (59.70%)
Vivre à Treillières (tête de liste : Emmanuel Renoux) - 1 740 voix (40.29%)
Nombre d'inscrit sur les listes : 6 291 inscrits
Abstention : 1843 inscrits (29.30%)
Votants : 4448 inscrits (70.70%)
Votes blancs et nuls : 130 inscrits (2.92%)

#### Municipales partielle 2012 - Tour 1 (14 octobre)
Treillières autrement (tête de liste : Alain Royer) - 1 631 voix (52.10%)
Vivre à Treillières (tête de liste : Emmanuel Renoux) - 1 497 voix (47.90%)
Nombre d'inscrit sur les listes : 5 923 inscrits
Abstention : 2705 inscrits (45.67%)
Votants : 3218 inscrits (54.30%)
Votes blancs et nuls : 90 inscrits (1,52%)

#### Municipales 2008 - Tour 1 (9 mars)
Vivre à Treillières (tête de liste : Émile Savary) - 1 972 voix (56.43%)
Treillières autrement (tête de liste : Alain Royer) - 1 522 voix (43.56%)
Nombre d'inscrit sur les listes : 5 399 inscrits
Abstention : 1743 inscrits (32.28%)
Votants : 3656 inscrits (67.71%)
Votes blancs et nuls : 162 inscrit (3.00%)

### Liste des maires
| Période                                  | Période                    | Identité                      | Étiquette | Qualité |
| ---------------------------------------- | -------------------------- | ----------------------------- | --------- | --- |
| Les données manquantes sont à compléter. |                            |                               |           | |
| 21 février 1790                          | janvier 1791               | Jacques Nerrière              |           | Curé du village. |
| janvier 1791                             | 1820                       | Alexandre Vincent (père)      |           | Aubergiste et maître du relais de Poste Son auberge fait office de Mairie                                                                   |
| 1820                                     | 1826                       | André Clouet                  |           | |
| 1826                                     | 1830                       | Julien Le Lardic de La Ganry  |           | Son manoir de Fayau fait office de Mairie                                                                                                   |
| 1830                                     | 1849                       | Alexandre Vincent (fils)      |           | Fils d'Alexandre Vincent, maire de 1791 à 1820                                                                                              |
| 1849                                     | 1851                       | Édouard Sioc'han de Kersabiec |           | Propriété de la Louinière |
| 1852                                     | 1878                       | Pierre Douet                  |           | |
| 1878                                     | 1887                       | Edmond Doré-Graslin           |           | Homme d’affaires Député de la Loire-Inférieure (1870-1876) Propriétaire du château de la Rivière dit château du Haut-Gesvres de 1861 à 1899 |
| 1887                                     | 1888                       | Jean-Marie Vincent            |           | Fils d'Alexandre Vincent, maire de 1830 à 1849                                                                                              |
| 1888                                     | 1889                       | Raoul de Moissac              |           | |
| 1890                                     | 1904                       | Jean Enaudeau                 |           | Commerçant |
| 1904                                     | 1917                       | Olivier de La Brosse          |           | |
| 1917                                     | 1919                       | Louis Guichard                |           | Adjoint faisant fonction de maire |
| 1919                                     | 1922                       | Louis Redor                   |           | |
| 1922                                     | 1932                       | Jean-Marie Lumineau           |           | |
| 1932                                     | mars 1959                  | Étienne Sébert                |           | Ingénieur agronome Propriétaire du château de la Rivière dit château du Haut-Gesvres de 1922 à 1956                                         |
| mars 1959                                | avril 1970 (démission)     | André Dubigeon,               |           | Avoué à Nantes Réélu en mars 1965 |
| 1970                                     | mars 1983                  | Raymond Civet,                |           | Réélu en mars 1971 et mars 1977 |
| mars 1983                                | mars 2001                  | Jean-Paul Aubin,              | DVD       | Agréé en architecture Réélu en mars 1989 et juin 1995                                                                                       |
| mars 2001                                | juillet 2012 (décès)       | Émile Savary                  | PS        | Formateur retraité Réélu en mars 2008 |
| octobre 2012                             | En cours (au 14 mars 2025) | Alain Royer                   | DVD       | Chef d'entreprise retraité Réélu en mars 2014, mars 2020 et mars 2025                                                                       |

## Population et société

### Démographie
Treillières connaît actuellement une très forte croissance, d'environ +30 % tous les 10 ans, en raison de la proximité de la ville de Nantes (dont elle est la seule commune limitrophe à ne pas être membre de Nantes Métropole), et du prix presque raisonnable des terrains (comparé à ses voisines La Chapelle-sur-Erdre et Orvault).[réf. nécessaire]

#### Évolution démographique
L'évolution du nombre d'habitants est connue à travers les recensements de la population effectués dans la commune depuis 1793. Pour les communes de moins de 10 000 habitants, une enquête de recensement portant sur toute la population est réalisée tous les cinq ans, les populations de référence des années intermédiaires étant quant à elles estimées par interpolation ou extrapolation. Pour la commune, le premier recensement exhaustif entrant dans le cadre du nouveau dispositif a été réalisé en 2008.

En 2022, la commune comptait 10 414 habitants, en évolution de +15,99 % par rapport à 2016 (Loire-Atlantique : +6,68 %, France hors Mayotte : +2,11 %).
| 1793  | 1800  | 1806  | 1821  | 1831  | 1836  | 1841  | 1846  | 1851  |
| ----- | ----- | ----- | ----- | ----- | ----- | ----- | ----- | ----- |
| 1 112 | 1 359 | 1 169 | 1 251 | 1 479 | 1 500 | 1 554 | 1 696 | 1 715 |

| 1856  | 1861  | 1866  | 1872  | 1876  | 1881  | 1886  | 1891  | 1896  |
| ----- | ----- | ----- | ----- | ----- | ----- | ----- | ----- | ----- |
| 1 855 | 1 919 | 1 945 | 1 983 | 1 969 | 2 020 | 1 991 | 2 003 | 1 841 |

| 1901  | 1906  | 1911  | 1921  | 1926  | 1931  | 1936  | 1946  | 1954  |
| ----- | ----- | ----- | ----- | ----- | ----- | ----- | ----- | ----- |
| 1 750 | 1 804 | 1 766 | 1 563 | 1 552 | 1 482 | 1 470 | 1 488 | 1 605 |

| 1962  | 1968  | 1975  | 1982  | 1990  | 1999  | 2006  | 2008  | 2013  |
| ----- | ----- | ----- | ----- | ----- | ----- | ----- | ----- | ----- |
| 1 648 | 1 717 | 2 396 | 3 569 | 4 511 | 6 030 | 7 258 | 7 606 | 8 226 |

| 2018  | 2022   | - | - | - | - | - | - | - |
| ----- | ------ | - | - | - | - | - | - | - |
| 9 459 | 10 414 | - | - | - | - | - | - | - |

#### Pyramide des âges
La population de la commune est relativement jeune.
En 2018, le taux de personnes d'un âge inférieur à 30 ans s'élève à 38,6 %, soit au-dessus de la moyenne départementale (37,3 %). À l'inverse, le taux de personnes d'âge supérieur à 60 ans est de 17,7 % la même année, alors qu'il est de 23,8 % au niveau départemental.
En 2018, la commune comptait 4 731 hommes pour 4 728 femmes, soit un taux de 50,02 % d'hommes, légèrement supérieur au taux départemental (48,58 %).
Les pyramides des âges de la commune et du département s'établissent comme suit.
| Hommes | Classe d’âge | Femmes |
| ------ | ------------ | ------ |
| 0,4    | 90 ou +      | 0,8    |
| 3,3    | 75-89 ans    | 4,2    |
| 13,2   | 60-74 ans    | 13,3   |
| 22,3   | 45-59 ans    | 23,0   |
| 20,9   | 30-44 ans    | 21,5   |
| 16,7   | 15-29 ans    | 15,2   |
| 23,2   | 0-14 ans     | 21,9   |

| Hommes | Classe d’âge | Femmes |
| ------ | ------------ | ------ |
| 0,6    | 90 ou +      | 1,8    |
| 6      | 75-89 ans    | 8,6    |
| 15,1   | 60-74 ans    | 16,4   |
| 19,4   | 45-59 ans    | 18,8   |
| 20,1   | 30-44 ans    | 19,3   |
| 19,2   | 15-29 ans    | 17,4   |
| 19,5   | 0-14 ans     | 17,6   |

### Enseignement
Treillières compte trois écoles primaires publiques, Pauline-Kergomard (maternelle), Alexandre-Vincent (élémentaire) et Joseph-Fraud (maternelle et élémentaire), une école primaire privée, Sainte-Thérèse, ainsi que deux collèges, le Haut-Gesvres (public) et Helder-Camara (privé).

## Économie

### Revenus de la population et fiscalité
En 2010, le revenu fiscal médian par ménage était de 42 664 €, ce qui plaçait Treillières au 1 424e rang parmi les 31 525 communes de plus de 39 ménages en métropole.

## Culture et patrimoine

### Patrimoine architectural

#### Monuments civils
- Villages de Garambeau et de la Ménardais (maisons en granit)
- Moulin de Launais et autres moulins restaurés.
- Le château de Gesvres (XVIIe siècle), maison seigneuriale, bâti par César de Renouard, trésorier général des États de Bretagne[35].
- Le château du Haut-Gesvres (1836)[36].
- Autres châteaux XIXe : Fayau, Champaux, La Louinière, la Rivière.
- Traces de la voie romaine Nantes à Brest à La Guitonnais.
- Fours à pain à Garambeau.
- Rives du ruisseau de Gesvres
- Points de vue des crêtes sur le bocage.

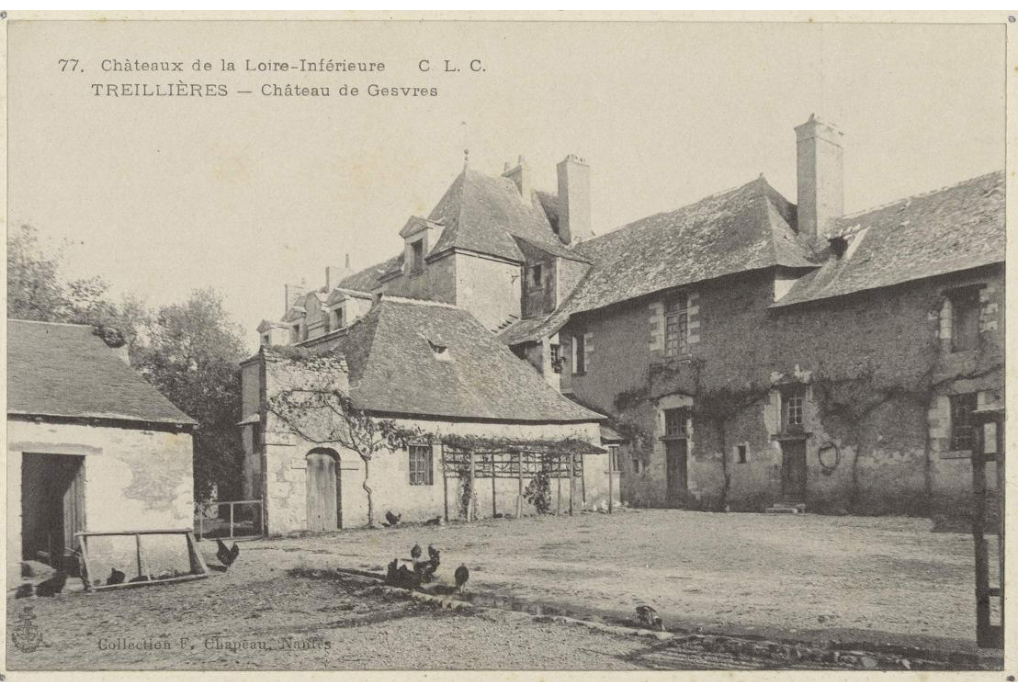
Château de Gesvres
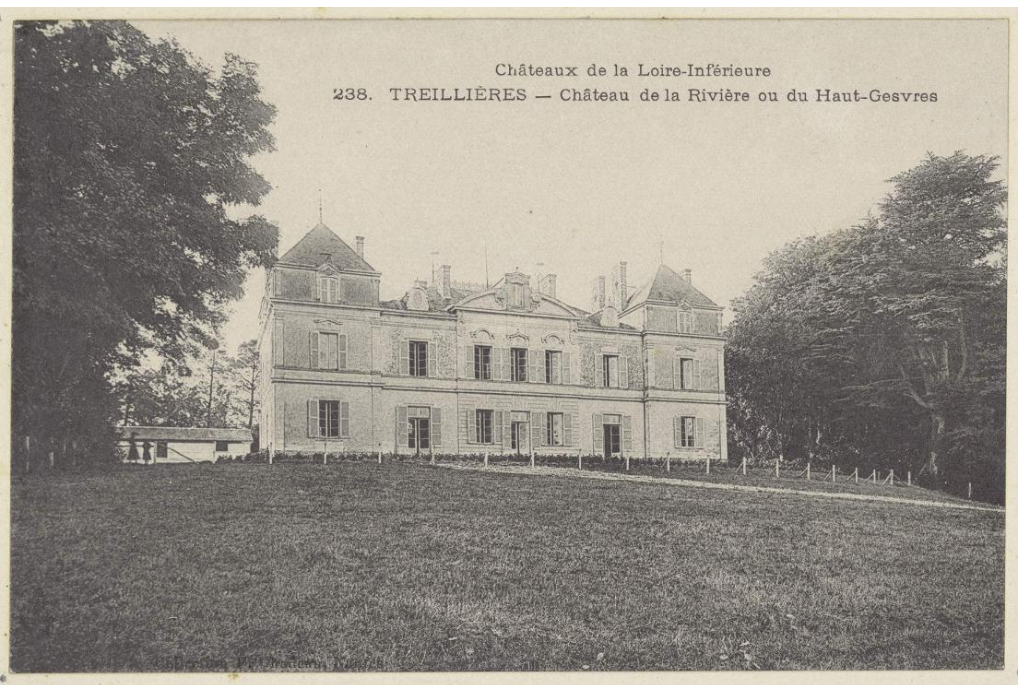
Château de la Rivière ou du Haut-Gesvres
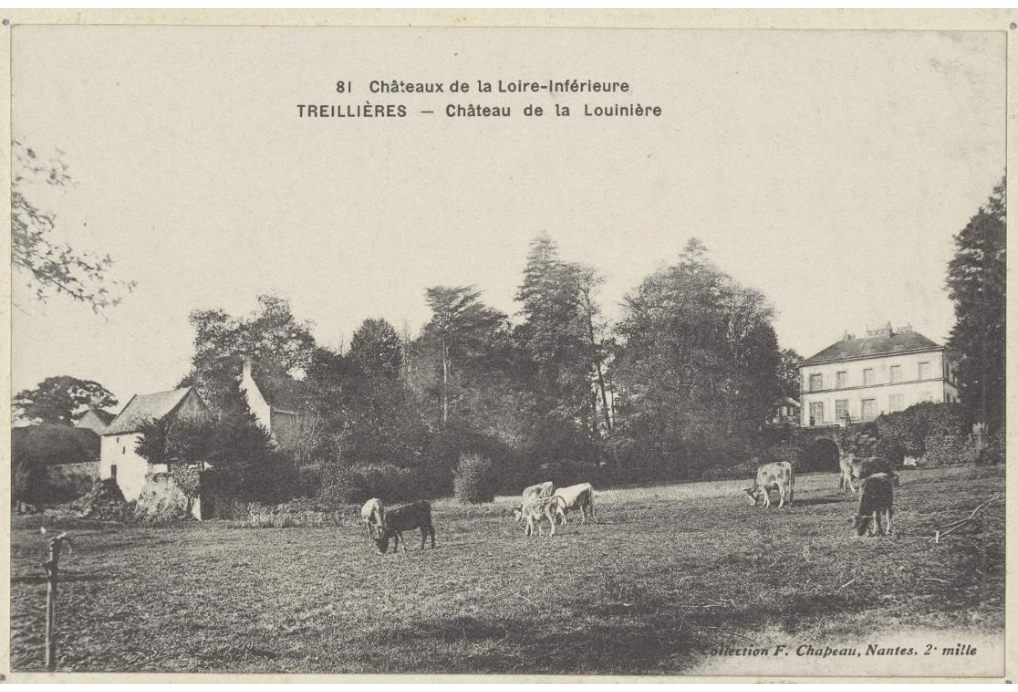
Château de la Louinière
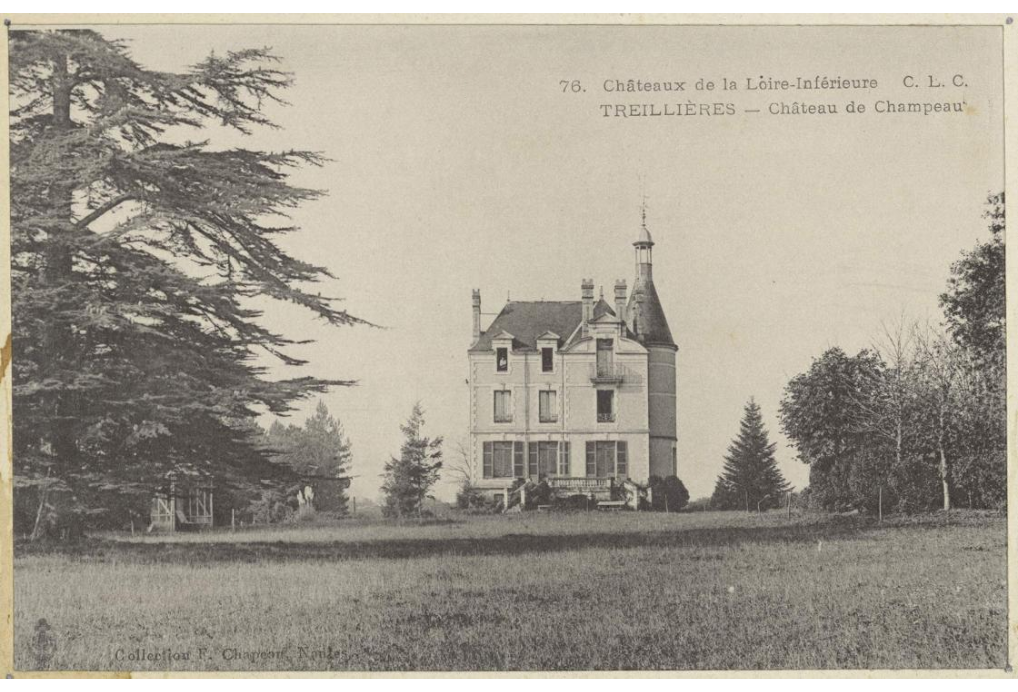
Château de Champeau

#### Monuments religieux

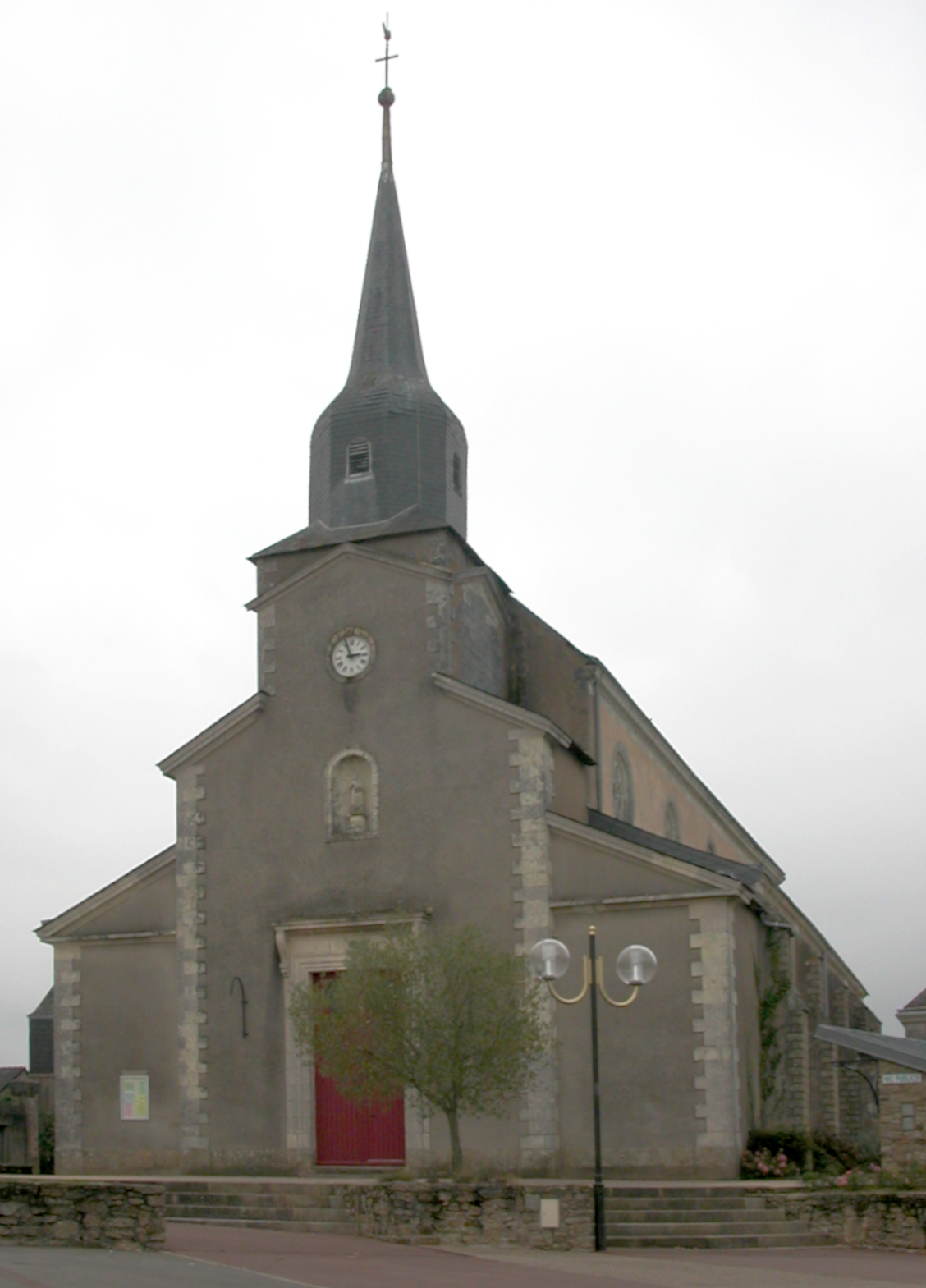
Église Saint-Symphorien.

- La fontaine Saint-Symphorien (Ve siècle). Elle est actuellement enserrée dans un terrain privé.
- L'église Saint-Symphorien restaurée 1836 néo-classique. Clocher « en poire » rare.
- La chapelle Notre-Dame des Dons (et son if pluriséculaire), ancien lieu de pèlerinage, restaurée XVe siècle. 
Cette chapelle dont l'origine remonte au XIVe siècle, fut totalement reconstruite en 1460 par le duc François II. 
Avec sa femme Marguerite de Foix il vint y faire des dévotions en 1472 pour obtenir une postérité : sa fille Anne de Bretagne naquit 4 ans plus tard et y vint elle-même en février 1489, quelques jours avant de devenir duchesse de Bretagne (10 février 1489). Elle y revint également en novembre 1498, peu de temps avant son mariage avec Louis XII. En 1838, la chapelle fut placée par erreur dans le cadastre sur les terres du propriétaire du Château de Gesvres, Joseph Guillet de la Brosse, qui refusa néanmoins d'en assurer l'entretien, allant même jusqu'à commencer sa démolition pour en récupérer les matériaux à des fins personnels. Elle tomba alors en ruine jusqu'à ce qu'elle fut restaurée dans les années 1980 par des catholiques sédévacantistes, qui l'utilisent encore aujourd'hui[35],[37].
- La chapelle de La Louinière.
- Croix des quatre communes.

#### Associations sportives (au sens de l'annuaire des associations du site de la mairie)
- Club de Touch rugby avec section enfant (TKT), section féminine (Trollinettes) et section mixte (TMT).
- Club de Rugby à XV Stade Treilliérain.
- Club de Handball Handball Club de Gesvres (HBCG).
- Équipe de Basket-ball Treillières Basket Club.
- Équipe de Football Sympho-Foot Treillières.
- Équipe de Volley-ball Sympho Volley-ball Treillières.

### Héraldique
| Blason | Blasonnement : Parti : au premier, d'azur aux deux clefs passées en sautoir l'une d'or l'autre d'argent ; au second, de gueules à la gerbe de blé d'or, liée du champ. |

#### Logo
La mairie de Treillières s'est dotée d'un logo.

## Personnalités liées
- Edmond Doré-Graslin (1820-1899), homme politique ;
- Eugène Guillet de La Brosse (1857-1939), industriel, propriétaire du château de Gesvres ;
- Gisèle Giraudeau (1923-2017), résistante et déportée de la Seconde guerre mondiale ;
- Paul Beaurepaire (2001), acteur.